# 大理港

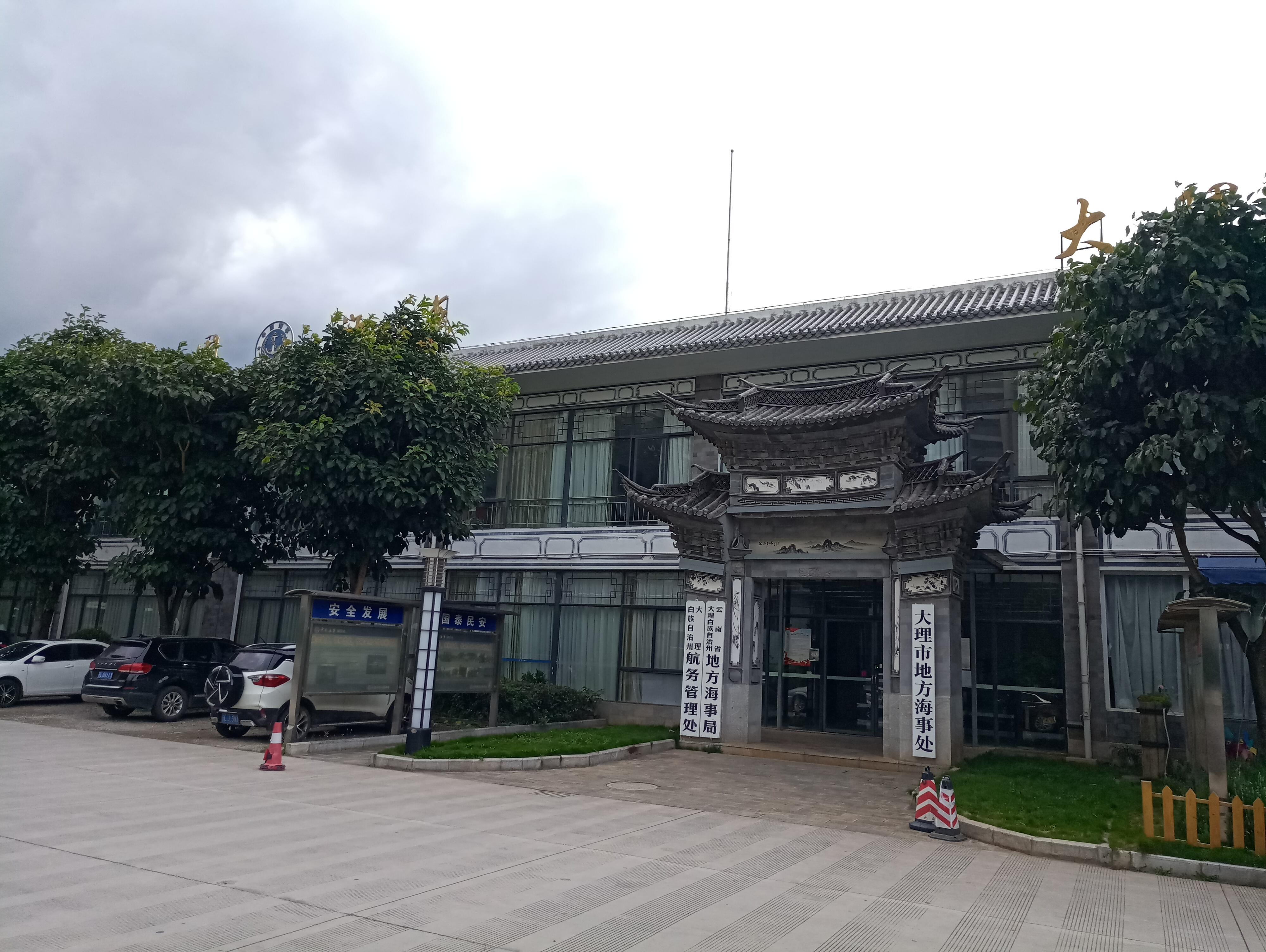
大理白族自治州航务管理处
大理白族自治州地方海事局

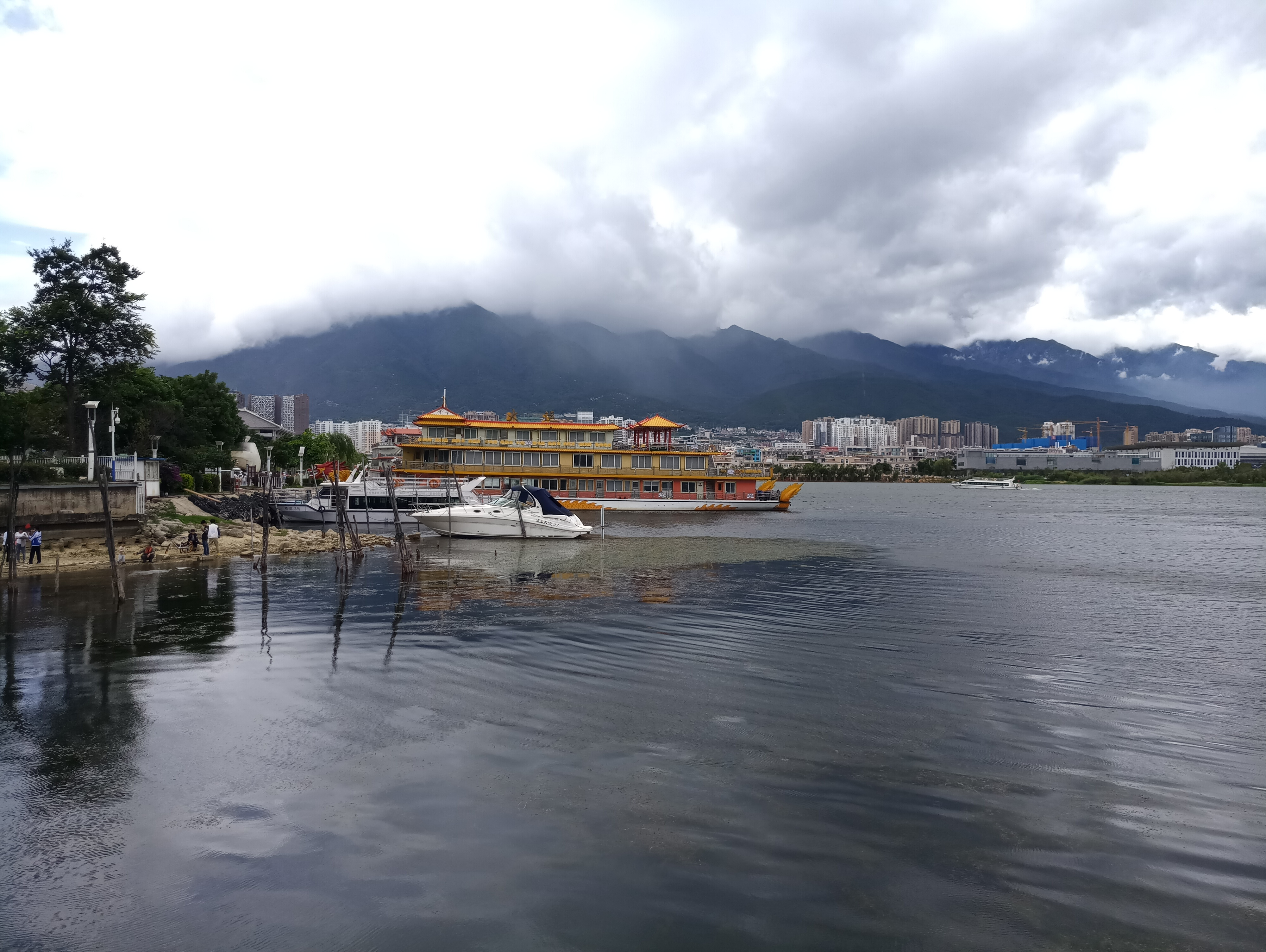
洱海港区下关码头

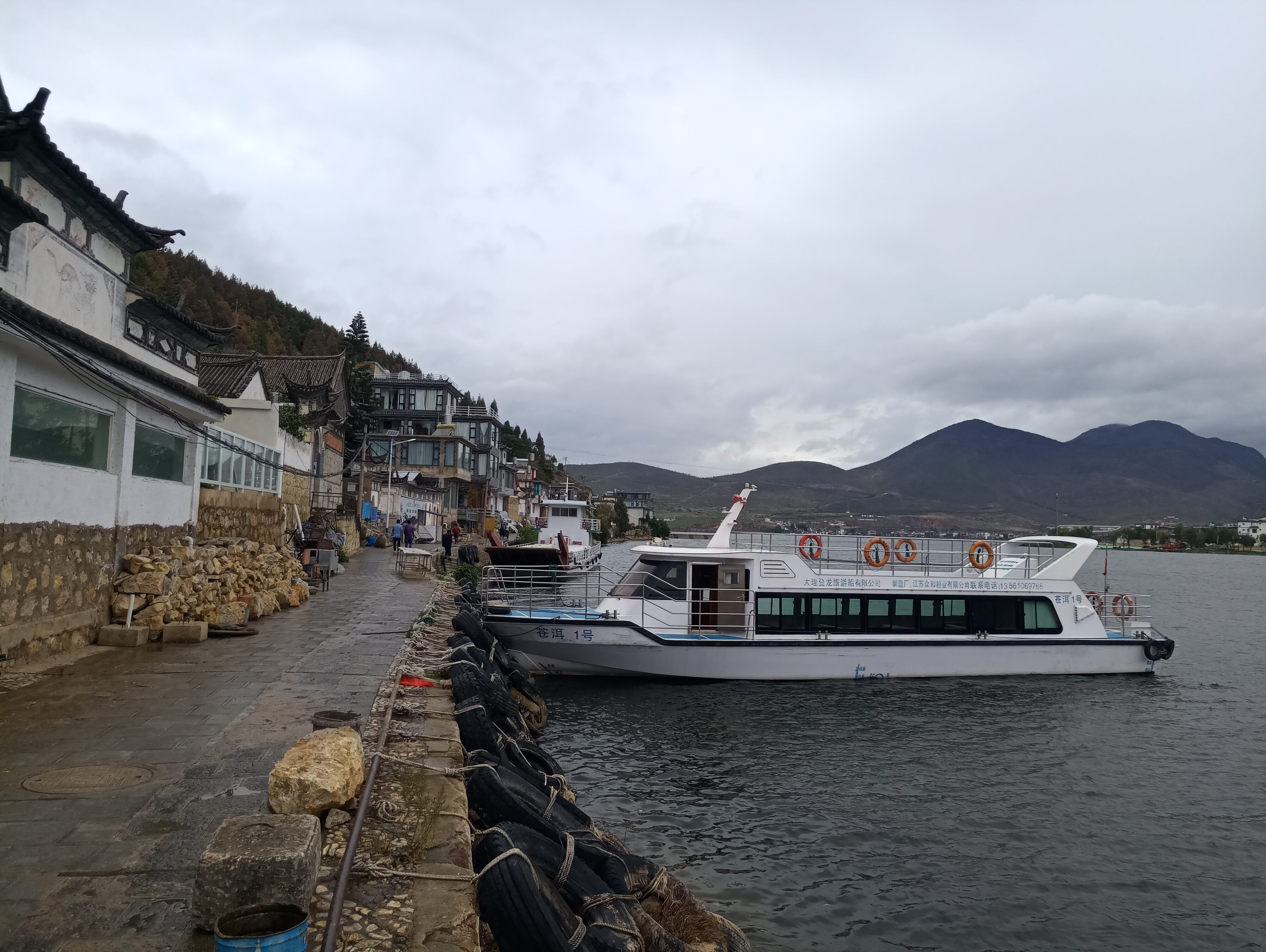
洱海港区金梭岛停靠点

大理港是云南省大理白族自治州的港口，以旅游客运为主，兼备城乡物资交流和运输的综合性码头。因洱海旅游的发展，大理港成为云南省客运吞吐量最高的港口。

## 历史
洱海的航运历史悠久，唐天宝十三年（754年），将军李宓在洱海东岸今挖色一带造船计划渡海征南诏。民国6年（1917年）至民国18年（1929年），洱海船舶编入“船代表”管理共80余艘。中华人民共和国成立后，相继组建运输队、航运公司、渔业队，新建了下关、挖色、塔村、罗久邑、上关等避风港和码头:255。由于早期公路运输不发达，运往邓川、洱源、鹤庆、剑川、丽江、大理、下关等地的粮食、煤炭、红糖等物资均在下关或上关由木船装运，因此水上运输较为繁忙:339。1978年中共十一届三中全会后，洱海内开始国营旅客、货物运输业务，大理州航运公司的木质“1号客货轮”于1978年9月18日开始营业，经营“下关——罗久邑——南生久——挖色”的客货运业务:256。1980年，洱海上共有7艘钢制机动客货轮、4艘游览艇、10余艘机动工作船、500余艘小机挂桨木帆船:255，到1988年，洱海内的各式船舶数量达到3,876艘:256。1995年4月26日，大理港下关码头改扩建破土动工，设计客运量近期102万人次、中期187万人次，货运量近期1.85万吨、中期3.56万吨，建设200吨级客货泊位10个，并疏挖西洱河6.827公里，总投资概算为1.993万元，工程于99昆明世园会前夕完工。截止2013年，大理州全州累计通航里程1,233.5公里，拥有持证船员432人、各类船舶3,860艘，交通运输船舶有262艘，其中客运船舶有239艘，核定载客7324个客位。

## 管理
同治十一年（1872年），洱海内设立了“船官”管理船舶运输:423。1917年至1928年，洱海航运由军方管理，设有船舶管理所和督查:263。1939年改置楚大师管区，由下关特务连管理洱海水上运输工作，成立了大理、邓川、宾川、凤仪四个县民船管理所:423。1942年改置腾大师管区后，将船舶划分为九段管理，各段设“船代表”一人，属地方武装军事管制:263。1948年组建“船舶理事会”，次年改为“船舶工会”，1950年改称“船舶业同业公会”，1952年改称“下关市船舶业同业公会”:424。1952年成立下关市“车船运输业同业工会”，受下关工商联合社领导，1956年正式成立“大理洱海航运管理站”，1963年管理站从公司中拆分出，成为专门管理洱海船舶的机构:264。后更名为“大理白族自治州航务管理处”。
1958年8月1日，以原航运管理站为基础，合并下关“飞轮”、双廊“新化”、挖色“前进”、海岛“金星”四个木船运输合作社，成立“大理白族自治州航运公司”，隶属大理州交通局，后更名“大理市航运公司”:339。

## 港区
大理港下辖三个港区：洱海港区、漫湾港区、茈碧湖港区，以洱海港区为主:267。
洱海港区主要包括下关码头、桃园码头、才村码头、龙龛码头以及龙龛、磻溪、向阳溪、金圭寺、康海、南诏风情岛、海印、挖色、文笔、向阳、塔村、金梭岛12个景区停靠点:267。

## 运输数据
2017年，大理港完成旅客吞吐量410.16万人次（同期云南全省水运旅客量仅1378.38万人次:287），同比下降6.43%；货物吞吐22.96万吨，同比增长53.47%:290。
|        | 货物吞吐量（万吨） | 旅客吞吐量（万人次） |
| ------ | ------------------ | -------------------- |
| 2013年 | 0.29               | 331.49:292           |
| 2014年 | 0.35               | 353.43:292           |
| 2015年 | 12.84              | 398.49:292           |
| 2016年 | 14.96              | 438.34:267           |
| 2017年 | 22.96              | 410.16:287           |